# REXX
REXX（Restructured Extended Executor）是IBM在1980年代发明的一种程序设计语言。主要用于IBM的大型计算机（Mainframe Computer）上，但在大部份其它的平台上也可以找到它的解释器或编译器。另有面向对象的版本，称为ObjectRexx。

## 語言特色
- 十進位浮点数算術：能準確計算表示和計算0.1之類的數字。